# 北乌克兰集团军群
北乌克兰集团军群（德語：Heeresgruppe Nordukraine）它於1944年4月5日由瓦尔特·莫德尔元帅统帅的南方集團軍改制而創建。1944年4月，它由第1裝甲集团军和第4裝甲集团军組成。1944年夏天，它在利沃夫-桑多梅日攻勢（1944年7月13日至8月29日）期間对抗紅軍的烏克蘭第1方面軍。1944年8月，第4裝甲集团军和第17集团军在喀爾巴阡山脈和加利西亞的普里皮耶特沼澤之間進行防禦。1944年9月更名為A集團軍。

## 戰鬥序列
1944年7月15日集團軍的組成為：
- 第4裝甲軍團
  - 第46裝甲軍
  - 第32軍
  - 第56裝甲軍
  - 第8軍
- 第1裝甲軍團
  - 第59軍
  - 第24裝甲軍
  - 第48裝甲軍
  - 第3裝甲軍
  - 第20裝甲擲彈兵師
  - SS第14擲彈兵師
- 匈牙利第1軍團
  - 匈牙利第6軍
  - 匈牙利第7軍
  - 第11軍
  - 匈牙利第2山地旅
  - 匈牙利第19預備役師
  - 匈牙利第2裝甲師
  - SS第19裝甲擲彈兵師